# Cardiophorinae

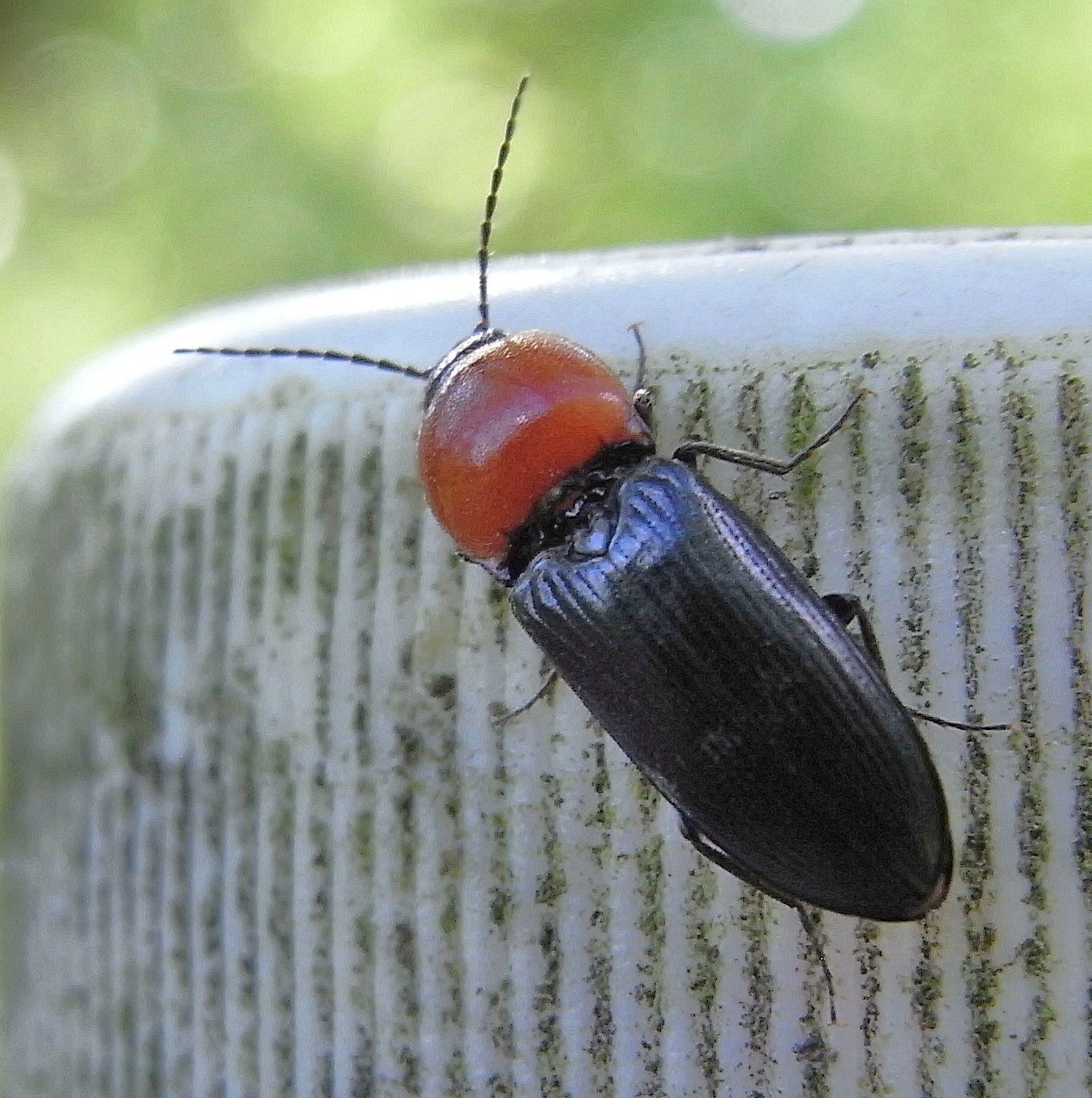
Cardiophorus gramineus

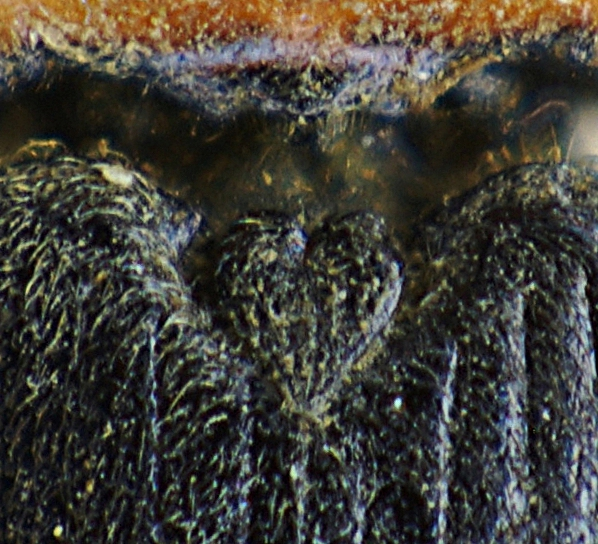
Das für die Unterfamilie charakteristische herzförmige Schildchen von Cardiophorus gramineus

Die Cardiophorinae sind eine weltweit verbreitete Unterfamilie der Schnellkäfer (Elateridae). Sie umfasst etwa 1000 Arten in 35 Gattungen. Die taxonomische Stellung der Subtaxa, die derzeit dieser Unterfamilie zugeordnet werden, ist unklar. Eine phylogenetische Untersuchung von 27 Gattungen der Unterfamilie legt nahe, dass eine Umgruppierung innerhalb dieser Untertaxa notwendig ist.

## Merkmale
Die Autapomorphien der Unterfamilie sind bei den Imagines die seitlich geschlossenen Einbuchtungen der mittleren Hüften (Coxen), der kurze, abgestutzte Prosternalfortsatz, ein herzförmiges Schildchen (Scutellum) und die fehlenden oder unvollständig ausgebildeten seitlichen Rillen am Pronotum.

## Lebensweise
Charakteristisch für diese Unterfamilie der Schnellkäfer ist die Lebensweise ihrer Larven. Sie leben räuberisch im Erdboden oder in verrottetem Holz.

## Taxonomie und Systematik
Der Unterfamilie wurden von Lawrence & Newton (1995) irrtümlich auch die Gattungen Cardiorhinus und Hypodesis zugeordnet. Calder (1996) stellte die Gattung Patriciella von den Physodactylini zu den Cardiophorinae.

## Gattungen und Arten (Auswahl)
- Arandelater
- Cardiophorus
  - Cardiophorus asellus
  - Cardiophorus gramineus
  - Randhalsiger Herzschild-Schnellkäfer (Cardiophorus ruficollis)
- Cardiotarsus
- Chassainphorus
- Dicronychus
  - Dicronychus cinereus
- Huarpelater
- Paracardiophorus
- Patriciella

## Belege